# Drymophila moorei
Drymophila moorei är en alströmeriaväxtart som beskrevs av John Gilbert Baker. Drymophila moorei ingår i släktet Drymophila och familjen alströmeriaväxter. Inga underarter finns listade i Catalogue of Life.

## Bildgalleri

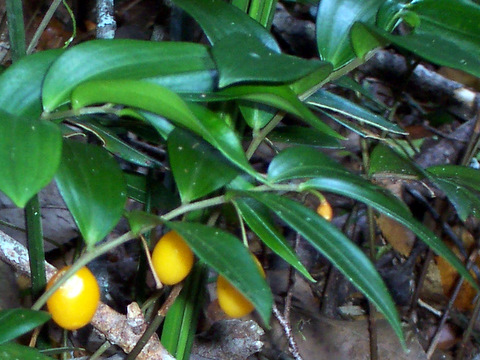